# Otricoli
Otricoli és un municipi italià, situat a la regió d'Úmbria i a la província de Terni. L'any 2016 tenia 1.869 habitants.
Té l'origen en l'antiga ciutat d'Ocriculum. Va ser destruïda al segle I aC (durant la guerra social), i posteriorment va ser reconstruïda a curta distància. A l'Edat Mitjana la població va tornar a viure a la ciutat primitiva. En les dues últimes dècades del segle xviii, les excavacions van treure a la llum molts descobriments importants, el més important dels quals és el Júpiter de Otricoli.

## Fills il·lustres
- Marzio Erculeo (1623-1706) fou un compositor del Barroc.